# Cuéllar
Cuéllar è un comune spagnolo di 9 841 abitanti situato nella comunità autonoma di Castiglia e León. È situato a 60 km dalla capitale provinciale, Segovia, e a 150 km da Madrid.
Confina a nord con Bahabón, Campaspero, Torrescárcela e Viloria; a est con Frumales e Olombrada, a ovest con Chañe, Samboal, San Cristóbal de Cuéllar e Vallelado e a sud-est con Gomezserracín, Pinarejos, Samboal, San Martín y Mudrián e Sanchonuño. 
La sua economia è basata sull'agricoltura: la coltura dei cereali e delle verdure, ed è importante la produzione della cicoria; è rilevante anche la produzione di legname, perché si trova nella Comarca de Pinares, nota per la produzione di mobili.
Le sue origini risalgono alla preistoria, perché vi sono stati insediamenti che risalgono all'età del ferro, ma la fondazione è dell'XI secolo. Per la sua posizione strategica fra Valladolid e Segovia ha avuto grande importanza nel Medioevo ed in parecchie occasioni ha alloggiato le Cortes di Castiglia.
Tra i suoi monumenti risalta il Castello di Cuéllar, ma ha anche mura medioevali e molte chiese, conventi e palazzi che sono appartenuti alla nobiltà. Fra i suoi abitanti più famosi risaltano Diego Velázquez de Cuéllar, Juan de Grijalva e Antonio de Herrera y Tordesillas.